# 桂万荣
桂万荣（?—?），字梦协，慈溪人（今浙江慈溪），南宋政府官员，生平事迹难考，庆元年间进士。曾历职余干县尉，建康司理参军，朝散大夫，宝章阁直学士，常德知府。

## 《棠阴比事》内容及作者
桂万荣编著的《棠阴比事》是南宋重要刑事诉讼、断案的著作，在中国刑事诉讼断案史上有重要地位。桂万荣借鉴前代关于刑事诉讼、断案的多种书籍，集成此书，是为集大成之作。据《棠阴比事后序》中记载，桂万荣署职“朝散大夫、新除直宝章阁、知常德府”，为宋理宗端平元年（1234年）。《棠阴比事后序》成书时间据载是“岁在重光协洽”，即辛未之岁，为宋宁宗嘉定四年（1211年）。此书编写的时间跨度长达二十四年之久。《棠阴比事》中，记载有《彦超虚盗》《道让诈囚》《柳设榜牒》《杨津获绢》《裴命急吐》等著名案例。

## 《棠阴比事》命名
“棠阴”指“棠荫”，源自《诗经·召南·甘棠》。甘棠即杜梨，一名棠梨，是树木的一种。因甘棠树形高大，古代常种植此树于社前，故甘棠又称为社木。社，即听讼断案场所之古称，亦是敬地神、谷神之处，因此又称社稷。据传召伯曾在社前甘棠之下听讼断案，公正无私，民有《甘棠》之歌颂扬纪念召伯。“比事”，据桂万荣在《前序》中解释，取“比事属词”之义，即“排比事类，连缀文辞”的意思。